# Douglas Heck
Louis Douglas Heck (* 14. Dezember 1918 in Bern; † 13. Januar 1993 in Madras) war ein US-amerikanischer Diplomat.

## Leben
Douglas Heck wurde in der Schweiz als Sohn amerikanischer Eltern geboren. Er schloss 1941 ein Studium an der Yale University ab. Heck trat 1943 in den Dienst des Außenministeriums der Vereinigten Staaten. Er arbeitete zunächst als Assistent in der Abteilung für Welthandel-Informationen, bis er von 1945 bis 1952 Direktor der Abteilung für biografische Informationen war.
Ab 1952 war Douglas Heck im diplomatischen Dienst tätig. Im Außenministerium wirkte er als für Indien, Ceylon, Nepal und die Malediven zuständiger Direktor. Ferner besuchte er in dieser Zeit das National War College. 1960 war er interimistischer Geschäftsträger der Vereinigten Staaten im eben unabhängig gewordenen Zypern. Weitere diplomatische Auslandseinsätze hatte er als politischer Beauftragter in Neu-Delhi und als Generalkonsul in Istanbul sowie als Stellvertreter des Botschafters in Kathmandu in Nepal und, von 1970 bis 1974, in Teheran im Iran.
Douglas Heck wurde 1974 Botschafter der Vereinigten Staaten in Niger. Dieses Amt übte er bis 1976 aus. In diesem Jahr ernannte ihn US-Präsident Gerald Ford zum ersten Direktor des neugegründeten Office for Combating Terrorism, des Büros für Terrorismusbekämpfung. Anschließend war Heck von 1977 bis 1980 US-Botschafter in Nepal. Er ging 1980 in den Ruhestand.
Douglas Heck war zweimal verheiratet und hatte zwei Töchter aus erster Ehe. Er erkrankte an der Parkinson-Krankheit und starb in Madras in Indien, wo er zuletzt lebte.